# Trophée international Alex Higgins de snooker 2011
Le Trophée international Alex Higgins 2011 est un tournoi de snooker classé mineur, qui s'est déroulé du 20 au 23 octobre 2011 au Convention Centre de Killarney en Irlande. Le tournoi est nommé en hommage à la légende Nord-Irlandaise Alex Higgins, double champion du monde.

## Déroulement
Il s'agit de la huitième épreuve du championnat européen des joueurs, une série de tournois disputés en Angleterre (7 épreuves) et en Europe (5 épreuves), lors desquels les joueurs doivent accumuler des points afin de se qualifier pour la grande finale à Galway.
L'événement compte un total de 205 participants, dont 128 ont atteint le tableau final. Le vainqueur remporte une prime de 10 000 £.
Le tournoi est remporté par Neil Robertson qui défait Judd Trump en finale, sur le score de 4 manches à 1. Robertson s'adjuge un deuxième titre en octobre, après le Classique de Varsovie. Les phases finales étaient très relevées puisque six joueurs faisaient partie du top 16 mondial. Toutefois, le manque de public ne permettra pas au tournoi d'être reconduit pour les saisons suivantes.

## Dotation
La répartition des prix est la suivante :
- Vainqueur : 10 000 £
- Finaliste : 5 000 £
- Demi-finaliste : 2 500 £
- Quart de finaliste : 1 500 £
- 8èmes de finale : 1 000 £
- 16èmes de finale : 600 £
- Deuxième tour : 200 £
- Dotation totale : 50 000 £

## Phases finales
|  | Quarts de finale au meilleur des 7 manches | Quarts de finale au meilleur des 7 manches | Quarts de finale au meilleur des 7 manches |            |            | Demi-finales au meilleur des 7 manches | Demi-finales au meilleur des 7 manches | Demi-finales au meilleur des 7 manches |  |  | Finale au meilleur des 7 manches | Finale au meilleur des 7 manches | Finale au meilleur des 7 manches |
|  |                                            |                                            |                                            |            |            |                                        |                                        |                                        |  |  |                                  |                                  |                                  |
|  |                                            | John Higgins                               | 3                                          |            |            |                                        |                                        |                                        |  |  |                                  |                                  |                                  |
|  |                                            | Mark Allen                                 | 4                                          |            |            |                                        |                                        |                                        |  |  |                                  |                                  |                                  |
|  |                                            | Mark Allen                                 | 4                                          |            | Mark Allen | 3                                      |                                        |                                        |  |  |                                  |                                  |                                  |
|  |                                            |                                            |                                            |            | Mark Allen | 3                                      |                                        |                                        |  |  |                                  |                                  |                                  |
|  |                                            |                                            | Neil Robertson                             | 4          |            |                                        |                                        |                                        |  |  |                                  |                                  |                                  |
|  |                                            | Neil Robertson                             | Neil Robertson                             | 4          | 4          |                                        |                                        |                                        |  |  |                                  |                                  |                                  |
|  |                                            | Neil Robertson                             |                                            |            | 4          |                                        |                                        |                                        |  |  |                                  |                                  |                                  |
|  |                                            | Ben Woollaston                             | 0                                          |            |            |                                        |                                        |                                        |  |  |                                  |                                  |                                  |
|  |                                            |                                            |                                            |            |            |                                        |                                        |                                        |  |  |                                  | Neil Robertson                   | 4                                |
|  |                                            |                                            |                                            | Judd Trump | 1          |                                        |                                        |                                        |  |  |                                  |                                  |                                  |
|  |                                            | Judd Trump                                 | 4                                          |            |            |                                        |                                        |                                        |  |  |                                  |                                  |                                  |
|  |                                            | Alan McManus                               | 2                                          |            |            |                                        |                                        |                                        |  |  |                                  |                                  |                                  |
|  |                                            | Alan McManus                               | 2                                          |            | Judd Trump | 4                                      |                                        |                                        |  |  |                                  |                                  |                                  |
|  |                                            |                                            |                                            |            | Judd Trump | 4                                      |                                        |                                        |  |  |                                  |                                  |                                  |
|  |                                            |                                            | Mark Selby                                 | 1          |            |                                        |                                        |                                        |  |  |                                  |                                  |                                  |
|  |                                            | Stuart Bingham                             | Mark Selby                                 | 1          | 3          |                                        |                                        |                                        |  |  |                                  |                                  |                                  |
|  |                                            | Stuart Bingham                             |                                            |            | 3          |                                        |                                        |                                        |  |  |                                  |                                  |                                  |
|  |                                            | Mark Selby                                 | 4                                          |            |            |                                        |                                        |                                        |  |  |                                  |                                  |                                  |

## Finale
| Finale au meilleur des 7 manches Arbitre : Jan Scheers             |                          |                       |
| Neil Robertson Australie                                           | 4 - 1 ( - )              | Judd Trump Angleterre |
| 0 76                                                               | Centuries Meilleur break | 0 ???                 |
| Neil Robertson remporte le Trophée international Alex Higgins 2011 |                          |                       |